# Klara Löbenstein
Klara Löbenstein, née le 15 février 1883 à Hildesheim et morte le 10 juin 1968 à Buenos Aires, est une mathématicienne allemande. Elle a été parmi les premières femmes à obtenir un doctorat en Allemagne. Sa thèse porte sur la topologie des courbes algébriques. Elle émigre en Argentine pour échapper à l'holocauste en 1941.

## Biographie
Klara Löbenstein est née à Hildesheim, en Prusse, le 15 février 1883, de Lehmann Löbenstein, marchand et de sa femme Sofie, née Schönfeld.
En 1904, Löbenstein obtient la permission pour passer son Abitur au Realgymnasium I de Hanovre. Elle appartient alors au petit nombre de jeunes femmes qui, en Allemagne au début du xxe siècle, ont été autorisées à passer leur examen pour l'externat des écoles de garçons.
Depuis que la Prusse a permis aux femmes d'assister à l'enseignement universitaire, à partir du semestre d'hiver de 1908-1909, Löbenstein et son amie Margarete Kahn fréquentent les universités de Berlin et Göttingen en tant qu'étudiantes invitées. Elles étudient les mathématiques, la physique, et la propédeutique à Berlin et Göttingen. Löbenstein se spécialise en géométrie algébrique. Avec Margarete Kahn, elle a contribué a la résolution du seizième problème de Hilbert qui concerne la topologie des courbes algébriques dans le plan projectif complexe. Le formulant comme un cas particulier difficile, par sa formulation du problème, Hilbert propose qu'il n'y a pas de courbes algébriques de degré 6 composées de 11 ovales séparés. Löbenstein et Kahn développent des méthodes pour résoudre ce problème.
Klara Löbenstein obtient son doctorat en 1910, sous la direction de David Hilbert à Göttingen, avec une thèse intitulée Über den Satz, daß eine ebene, algebraische Kurve 6. Ordnung mit 11 sich einander ausschließenden Ovalen nicht existiert [« Sur la proposition selon laquelle il n'existe aucune courbe algébrique de degré 6 composée de 11 ovales séparés »], et est de fait l'une des premières allemandes à obtenir un doctorat en mathématiques (la discipline faisant à l'époque partie de la faculté de philosophie). Elle a passé son examen oral, encore une fois, avec Margarete Kahn, le 30 juin 1909. Par la suite, Klara Löbenstein travaille dans le secondaire à Metz et de Landsberg. Elle est démise de ses fonctions le 1er janvier 1936 en raison des lois raciales nazies. En 1941, elle émigre vers l'Argentine. Elle meurt le 10 juin 1968 et est enterrée au Cementerio Alemán de Buenos Aires.

## Publications
- (de) Klara Löbenstein, Über den Satz, daß eine ebene, algebraische Kurve 6. Ordnung mit 11 sich einander ausschließenden Ovalen nicht existiert (thèse de doctorat), université de Göttingen, 1910, 38 p. (lire en ligne)